# Canal 4 (Uruguai)
Canal 4 (anteriormente conhecido como Monte Carlo TV) é um canal de televisão do Uruguai, fundado por Elvira Salvo, em 1961. É segundo canal mais antigo do país, atrás apenas de Saeta TV Canal 10. Seu slogan durante anos foi "El Gran Canal", e sua antena originalmente estava localizada no Palácio Salvo.

## História
Por resolução do Poder Executivo de 24 de fevereiro de 1959, foi concedida à empresária Elvira Salvo, o gozo do Canal 4 da televisão. Exibido pela primeira vez em 23 de abril de 1961, a partir de seus antigos estúdios na Avenida 18 de julho e Eduardo Acevedo. Neste mesmo ano começou com uma novidade: a fita de vídeo com fitas de duas polegadas de largura.
Monte Carlo TV foi o primeiro uruguaio a fazer transmissões fora de Montevidéu. Tal foi o caso do Casino de Monte Carlo, que se fez pela primeira vez fora da capital uruguaia com uma transmissão em Paysandu, com artistas locais. Quando as transmissões foram interrompidas porque a licença tinha expirado de forma precária para eles, houve uma manifestação nas ruas de Paysandu. A multidão gritava: "la TV no se va de Paysandú". Depois, seguiu outras transmissões desde Salto, Fray Bentos, etc

## Programas em exibição
| Origem         | Programa de Televisão            | Horário Semanal   | Hora  |
| -------------- | -------------------------------- | ----------------- | ----- |
| Uruguai        | Agitando Una Más                 | Sábado            | 14:00 |
| Uruguai        | Agro 4                           | Domingo           | 08:30 |
| Argentina      | AM                               | Segunda a Sexta   | 11:00 |
| Estados Unidos | Bienvenido a la familia          | Sábado            | 09:00 |
| Estados Unidos | Big Time Rush                    | Domingo           | 11:00 |
| Estados Unidos | Breaking Bad                     | Segunda a Quinta  | 22:30 |
| Uruguai        | Bom Dia Uruguai                  | Segunda a Sexta   | 08:30 |
| Argentina      | Camino al amor                   | Segunda a Quinta  | 20:30 |
| Uruguai        | Con Veronica                     | Sábado            | 00:00 |
| Uruguai        | Día de Perros                    | Sábado            | 11:00 |
| Uruguai        | Dr. em Casa                      | Sábado            | 12:00 |
| Argentina      | O Emprendedor                    | Terça             | 00:00 |
| Uruguai        | Em Foco                          | Sábado            | 20:30 |
| Estados Unidos | Family Guy                       | Domingo           | 00:00 |
| Estados Unidos | Futurama                         | Domingo           | 12:30 |
| Estados Unidos | Glee                             | Domingo           | 10:00 |
| Argentina      | Help!, Necesito Un Favor         | Domingo           | 09:30 |
| Estados Unidos | iCarly                           | Domingo           | 11:30 |
| Estados Unidos | A História de Natalee Holloway   | Quinta            | 00:00 |
| México         | La malquerida                    | Segunda a Sexta   | 16:00 |
| Colômbia       | La ronca de oro                  | Segunda a Sexta   | 18:00 |
| Espanha        | MasterChef España                | Sexta             | 22:30 |
| Estados Unidos | Modern Family                    | Domingo           | 14:00 |
| Estados Unidos | New Girl                         | Domingo           | 14:30 |
| Uruguai        | Olas y Vientos                   | Segunda           | 00:00 |
| Uruguai        | Proyecto Mi Casa                 | Sábado            | 11:30 |
| Estados Unidos | Santa diabla                     | Segunda a Sexta   | 17:00 |
| Uruguai        | Santa Missa                      | Domingo           | 08:00 |
| Uruguai        | Sé lo que viste                  | Sábado            | 21:30 |
| Uruguai        | Si Tuviera 30                    | Sexta             | 20:30 |
| Uruguai        | Supersport                       | Domingo           | 00:00 |
| Uruguai        | Telebuendía                      | Segunda a Sexta   | 07:00 |
| Uruguai        | Teledía                          | Segunda a Domingo | 13:00 |
| Uruguai        | Telenoche                        | Segunda a Domingo | 19:00 |
| Uruguai        | Telenoche Segunda                | Segunda a Sexta   | 00:00 |
| Estados Unidos | The Cleveland Show               | Domingo           |       |
| Uruguai        | Maybelline Model 2015            | Sexta             | 20:30 |
| Estados Unidos | Victorious                       | Domingo           | 12:00 |
| Argentina      | Viudas e hijos del rock and roll | Segunda a Quinta  | 21:30 |
| Estados Unidos | White Collar                     | Sábado            | 11:00 |